# Чашке
Чашке (каз. Шашке) — село в Сандыктауском районе Акмолинской области Казахстана. Входит в состав Баракпайского сельского округа. Код КАТО — 116435500.

## География
Село расположено в западной части района, в 53 км на юго-запад от центра района села Балкашино, в 10 км на северо-восток от центра сельского округа села Баракпай.

### Улицы[2]
- ул. Заречная,
- ул. Комсомольская,
- ул. Маншук Маметовой,
- ул. Пионерская,
- ул. Степная.

### Ближайшие населённые пункты
- село Баракпай в 10 км на юго-западе,
- село Шантобе в 18 км на севере,
- село Весёлое в 19 км на северо-востоке.

## Население
В 1989 году население села составляло 387 человек (из них казахов 41%, русских 29%).
В 1999 году население села составляло 258 человек (127 мужчин и 131 женщина). По данным переписи 2009 года, в селе проживал 181 человек (93 мужчины и 88 женщин).
| Численность населения | Численность населения | Численность населения |
| 1989                  | 1999                  | 2009                  |
| --------------------- | --------------------- | --------------------- |
| 387                   | ↘258                  | ↘181                  |